# La Zulianita
La Zulianita é uma telenovela venezuelana exibida entre 5 de janeiro e 7 de novembro de 1976 pela Venevisión.
Foi protagonizada por Lupita Ferrer e José Bardina e antagonizada por Chelo Rodríguez e Raúl Xiqués.

## Sinopse
Martha María Domínguez, uma provinciana humilde de Zulia, que vai para Caracas em busca de oportunidades de trabalho, mas não tem as habilidades para conseguir isso. Finalmente, ela encontrou trabalho e alojamento graças a uma prima que trabalha como prostituta.
No bar, um cliente sem escrúpulos Lastra seduz Martha María, mas ela se defende e ele a acusa de roubar sua carteira. A Zulianita acaba na prisão, mas consegue sair graças à boa índole do advogado Claudio Linares, dedicado a ajudar as pessoas sem recursos, já que ele também foi preso injustamente.
Logo depois, Martha Maria consegue um emprego na residência de uma família rica, Arocha. Esta família é composta do casamento de Filipe e Amélia; seus três filhos Juan Carlos, Jesus e Jennifer; Tia Olga e os filhos desta, Diana e Tony. Já em casa, La Zulianita se apaixona por Juan Carlos, apesar Claudio adverte que esta família não é confiável, pois foram eles que o mandaram para a prisão, acusando-o da morte de sua esposa e filha.
Martha Maria e Juan Carlos começam um caso e ele rompe seu compromisso com a sua namorada, Idania Ferrán. No entanto, Lastra, o cliente que molestou La Zulianita no bar é um amigo de Arocha, e diz Juan Carlos que ela é uma ladra e trabalhou como prostituta. Juan Carlos fica furioso, acreditando que sua amada tem enganado. Uma noite, ele chega em casa bêbado e dorme com Martha Mary, que está grávida, e depois zomba dela e rejeita.

## Elenco
- Lupita Ferrer ... Martha María Domínguez
- José Bardina ... Juan Carlos Arocha y Pimentel
- Chelo Rodríguez ... Idania Ferrán
- Enrique Soto ... Aquiles
- Orlando Urdaneta ... Rafael
- Luis Abreu ... Jesús
- Caridad Canelón ... Dorita
- Eva Blanco ... Olga
- José Luis Silva ... Roly
- Martín Lantigua ... Franco
- Eduardo Serrano ... Hernán
- Esperanza Magaz ... Matilde
- Ana Castell ... Queta
- Enrique Alzugaray ... Papelón
- Ivonne Attas ... Rosa Francia
- Haydée Balza ... Greta
- Marita Capote ... Linda
- Martha Carbillo ... Mechita
- Olga Castillo ... Morocota
- Willy Chirino ... Él mismo
- Sandra Dalton ... Felisia
- Renee de Pallas ... Amelia de Arocha
- Chela D'Gar ... Migdalia
- Elisa Escámez ... Nury
- Raúl Xiqués ... Ricardo Lastra
- Elena Fariaz ... Carmita
- Fernando Flores ... Elin
- Humberto García ... Oscar Chacón
- Gustavo González ... El Tuerto
- María Hinojosa ... María
- Martha Lancaste ... Madame Yolan
- Jesús Maella ... Aurelio Domínguez
- Herminia Martínez ... Saby
- Juan Manuel Montesinos ... Médico
- Héctor Monteverde ... Felipe Arocha
- Flor Núñez ... Aidé
- José Oliva ... Fermín
- Omar Omaña ... Tony
- Margot Pareja ... Inocencia
- Alejandra Pinedo ... Jenny Arocha
- Manuel Poblete ... Leyva
- Leopoldo Regnault ... David
- Soledad Rojas ... Olaya
- Fernanda Ruizos ... Alexia Arocha Ferrán
- Augusto Romero ... Juan Carlitos
- Chumico Romero ... Corito
- Betty Ruth ... Julia
- Mary Soliani ... Diana
- Carlos Subero ... Claudio Liñares
- Alfonso Urdaneta ... Nicolás
- Franklin Virgüez ... David

## Versões
- María de nadie, telenovela realizada por Crustel S.A. em 1986 e protagonizada por Grecia Colmenares, Jorge Martínez e Cecilia Cenci.
- Maribel, foi outra versão venezeulana pero algo modificada telenovela realizada por Venevisión em 1989 e protagonizada por Tatiana Capote, Luis José Santander e Lilibeth Morillo.
- Morelia, telenovela realizada por Televisa e Univisión em 1995 e protagonizada por Alpha Acosta, Arturo Peniche e Cecilia Bolocco.
- Un refugio para el amor produzida por Ignacio Sada Madero para Televisa em 2012 e protagonizada por Zuria Vega, Gabriel Soto e Jessica Coch[2].